# Elasmobranchii
Sous-classe
Synonymes
Sélacien
Les Elasmobranchii sont une sous-classe de poissons cartilagineux (Chondrichthyes), qui regroupe les requins et raies. Leur nom est construit sur les mots grecs ἔλασμα / élasma (« métal battu, lamelle de métal ») et βράγχια / brankhia (« branchies »).

## Description et caractéristiques
Ce sont des poissons cartilagineux sans réelles arêtes. Ils possèdent 4 à 7 paires de fentes branchiales, et la bouche est généralement en position ventrale, située sous un nez plus ou moins proéminent pouvant contenir des organes sensoriels particuliers (ce caractère a régressé chez certains genres, notamment planctonivores). Ils ont des denticules tégumentaires (écailles placoïdes). Nombreux ont un mode de vie prédateur, néanmoins comme le requin baleine il existe des exceptions. Leur reproduction est sexuée (gonochorique), et nécessite un accouplement et une fécondation interne, même si de rares cas de parthénogenèse ont pu être documentés.
Elasmobranchii est le nouveau nom pour « Sélaciens ».

## Toxicologie, écotoxicologie
En tant que prédateurs, ces espèces sont susceptibles de bioaccumuler certains polluants, dont l'arsenic.

## Liste des ordres
Selon World Register of Marine Species (11 mars 2016) :
- sous-classe Neoselachii
  - infra-classe Batoidea (raies)
    - ordre Myliobatiformes (Raie pastenague, Raie manta...)
    - ordre Pristiformes (Poisson-scie)
    - ordre Rajiformes (Raies, Raies-guitares...)
    - ordre Torpediniformes (Raies électriques)

  - infra-classe Selachii (requins)
    - super-ordre Galeomorphi
      - ordre Carcharhiniformes (Requins-marteau, Roussettes, requins de récifs...)
      - ordre Heterodontiformes (Requins dormeurs...)
      - ordre Lamniformes (Requin pèlerin, grand requin blanc, requins renards, requins taupes...)
      - ordre Orectolobiformes (Requin baleine, requins nourrices, requins tapis...)

    - super-ordre Squalomorphi
      - ordre Hexanchiformes (Requin-lézard, requin griset...)
      - ordre Pristiophoriformes (Requin-scie)
      - ordre Squaliformes (Aiguillat...)
      - ordre Squatiniformes (Ange de mer...)

Selon ITIS & ADW :
- super-ordre Euselachii (requins et raies)
  - ordre Carcharhiniformes
  - ordre Heterodontiformes
  - ordre Hexanchiformes Compagno, 1973
  - ordre Lamniformes
  - ordre Myliobatiformes[3]
  - ordre Orectolobiformes
  - ordre Pristiformes
  - ordre Pristiophoriformes
  - ordre Rajiformes
  - ordre Rhiniformes[3]
  - ordre Rhinobatiformes[3]
  - ordre Squaliformes Compagno, 1973
  - ordre Squatiniformes
  - ordre Torpediniformes

Pour d'autres auteurs :
- super-ordre Selachimorpha (requins)
  - ordre Carcharhiniformes
  - ordre Heterodontiformes
  - ordre Hexanchiformes
  - ordre Lamniformes
  - ordre Orectolobiformes
  - ordre Pristiophoriformes
  - ordre Squaliformes
  - ordre Squatiniformes
- super-ordre Rajomorphii (raies)
  - ordre Myliobatiformes[3]
  - ordre Pristiformes
  - ordre Rajiformes
  - ordre Rhiniformes[3]
  - ordre Rhinobatiformes[3]
  - ordre Torpediniformes

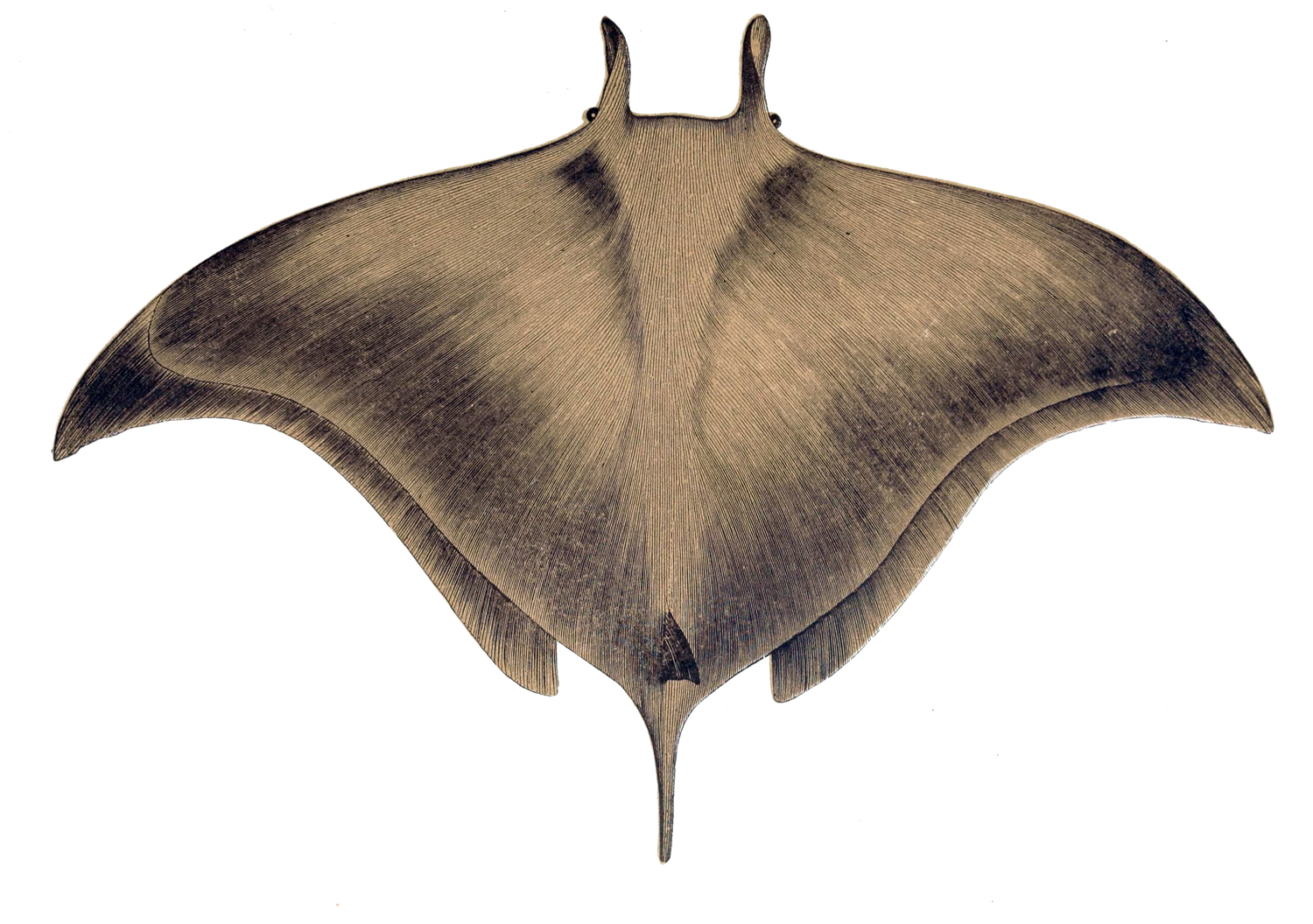
Myliobatiformes
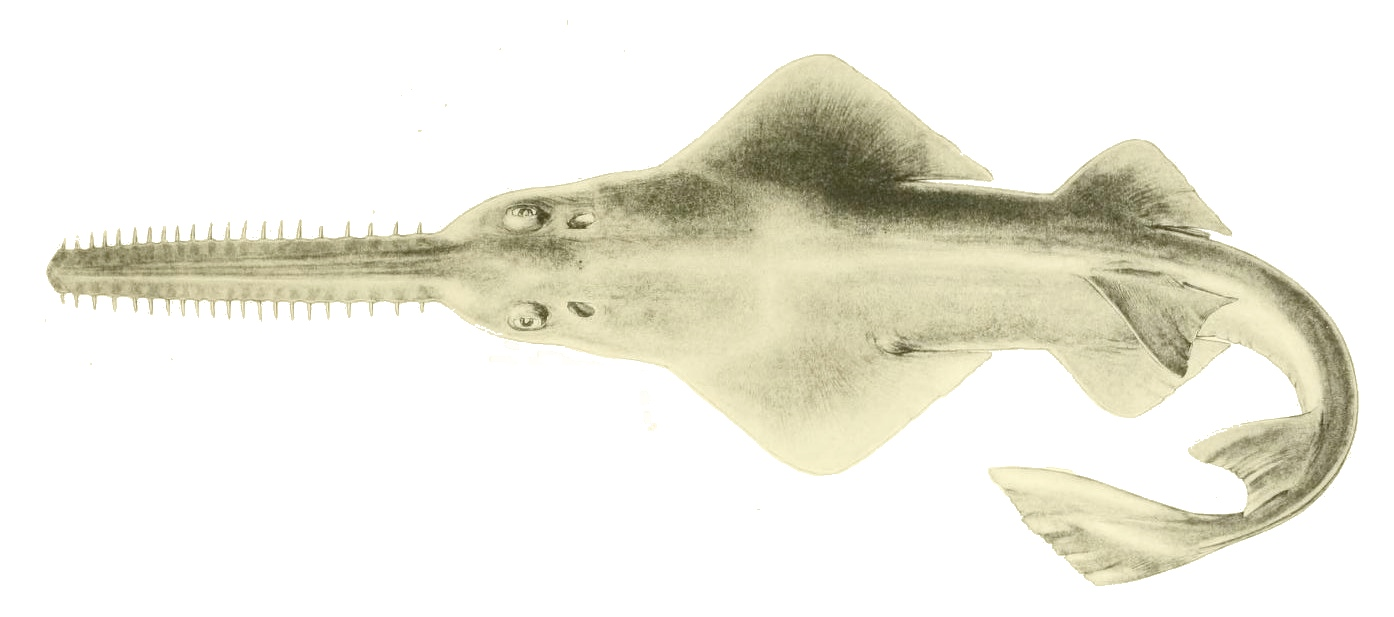
Pristiformes
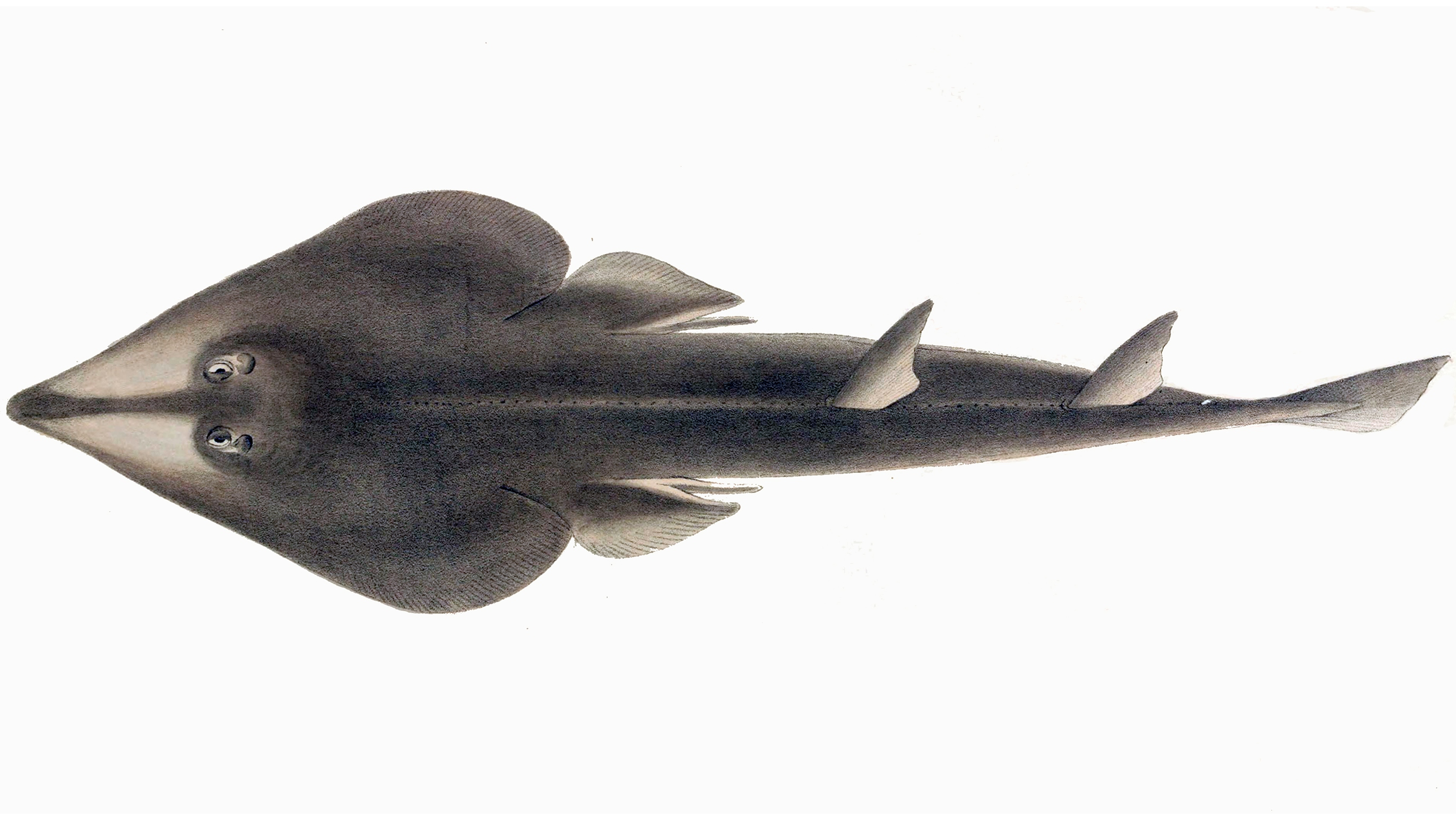
Rajiformes
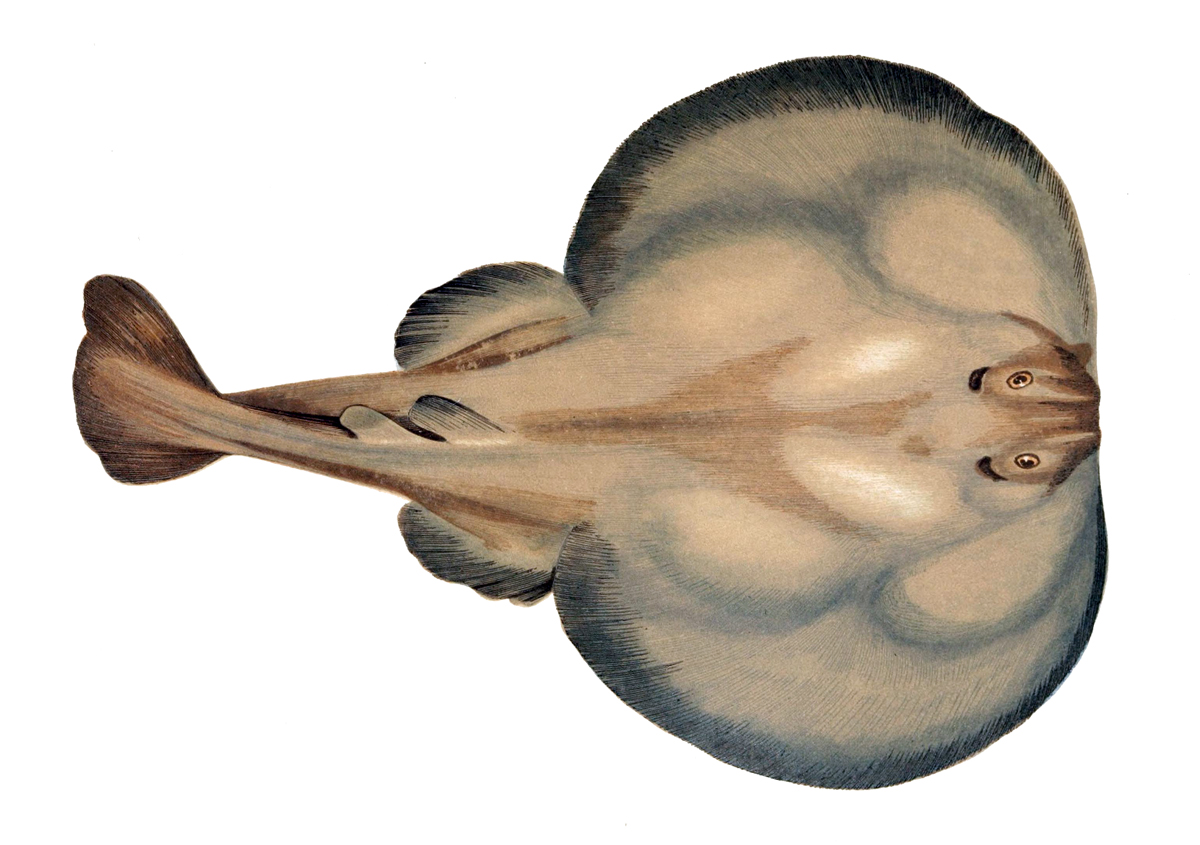
Torpediniformes
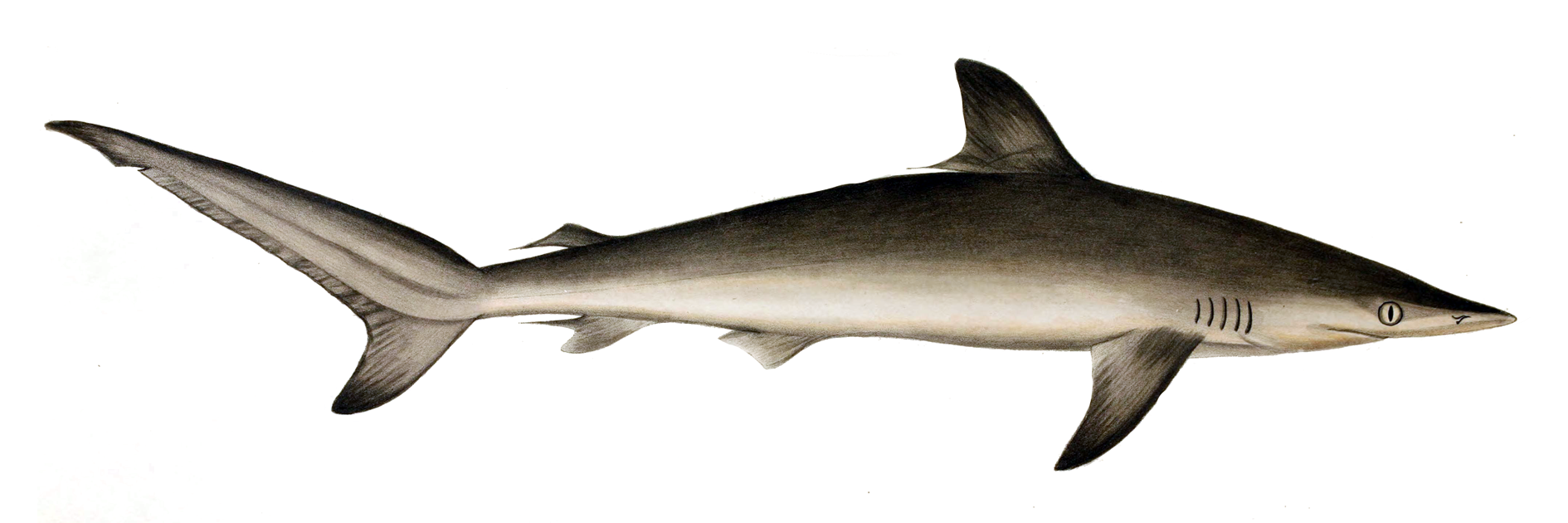
Carcharhiniformes
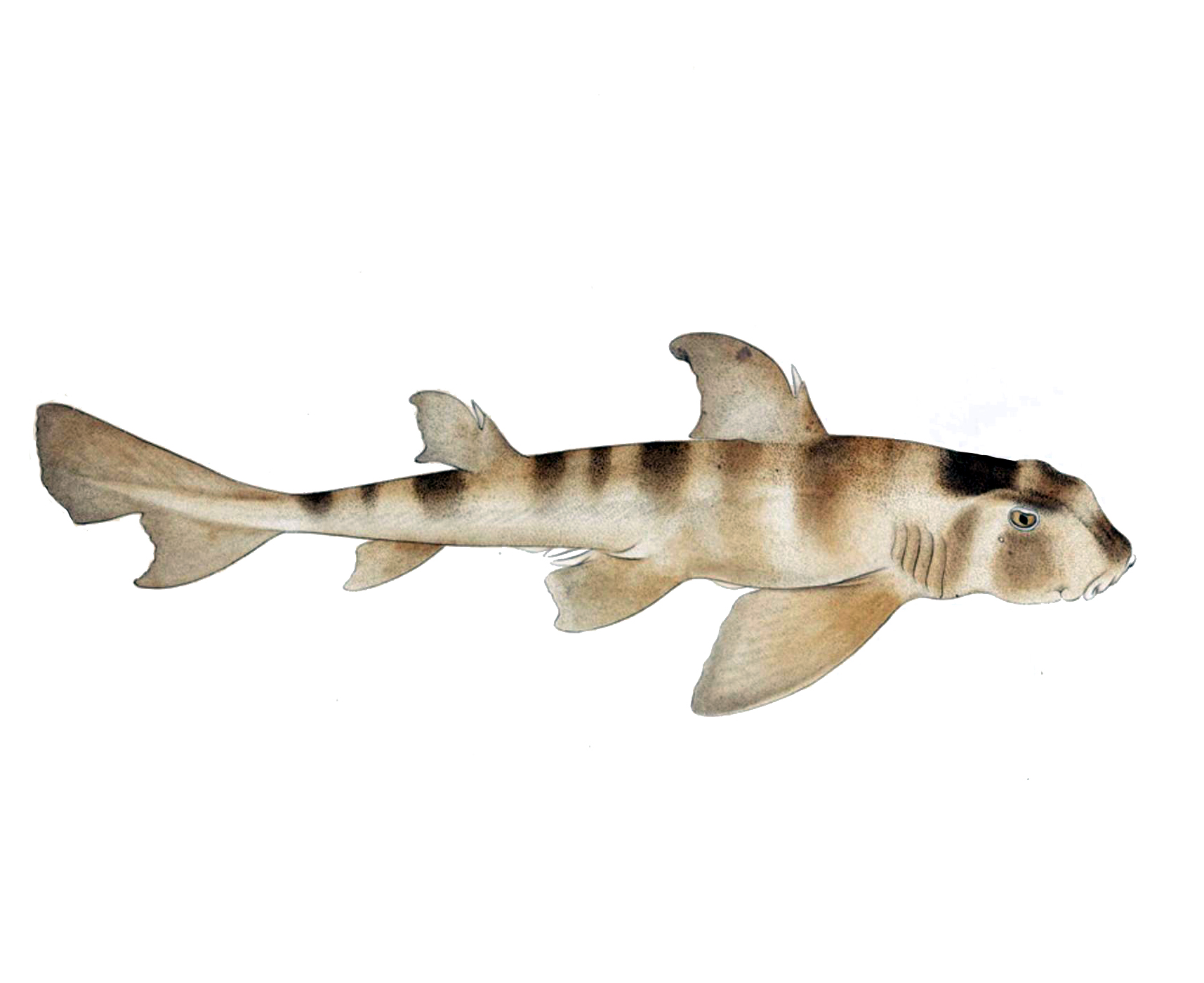
Heterodontiformes
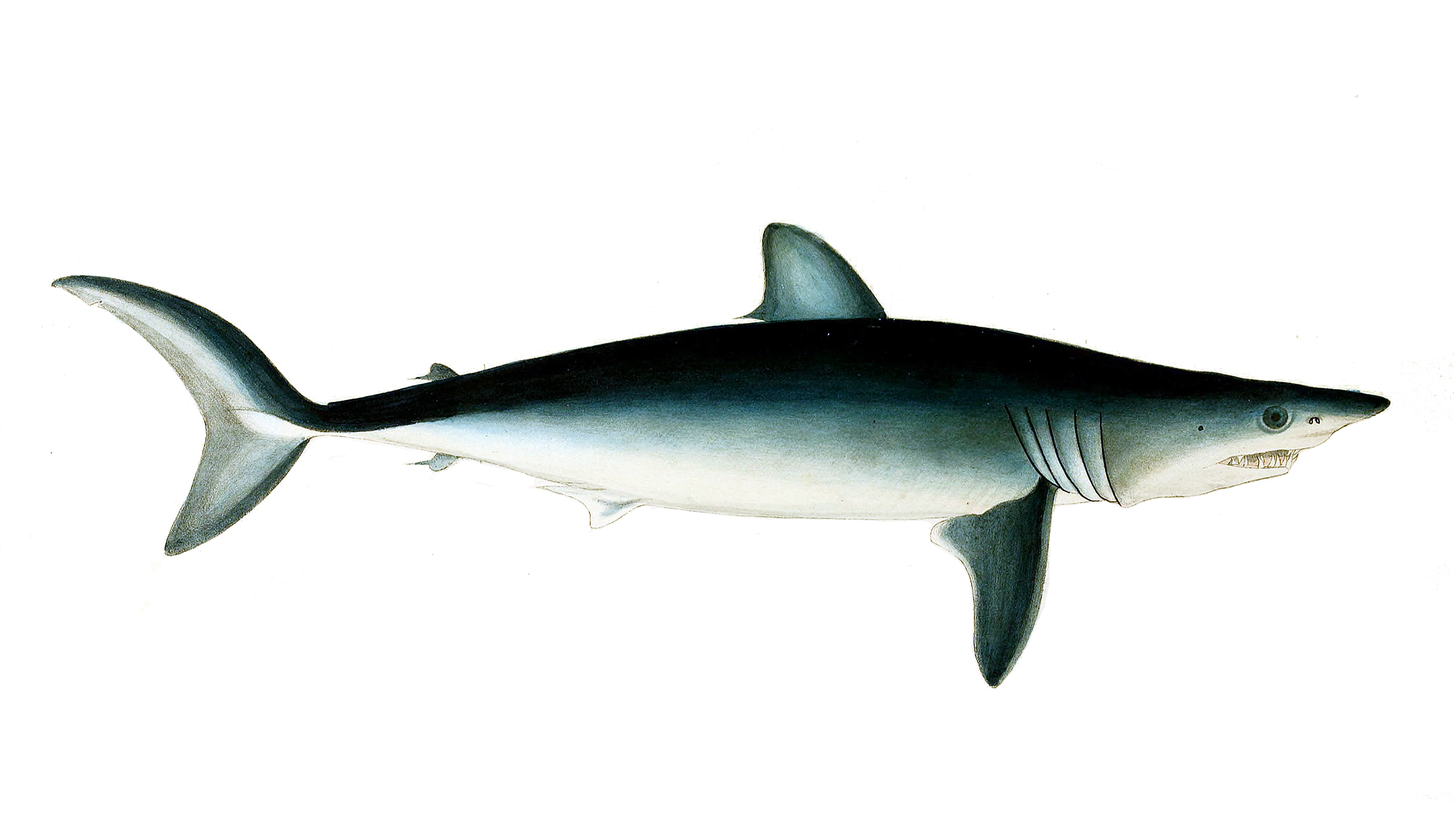
Lamniformes
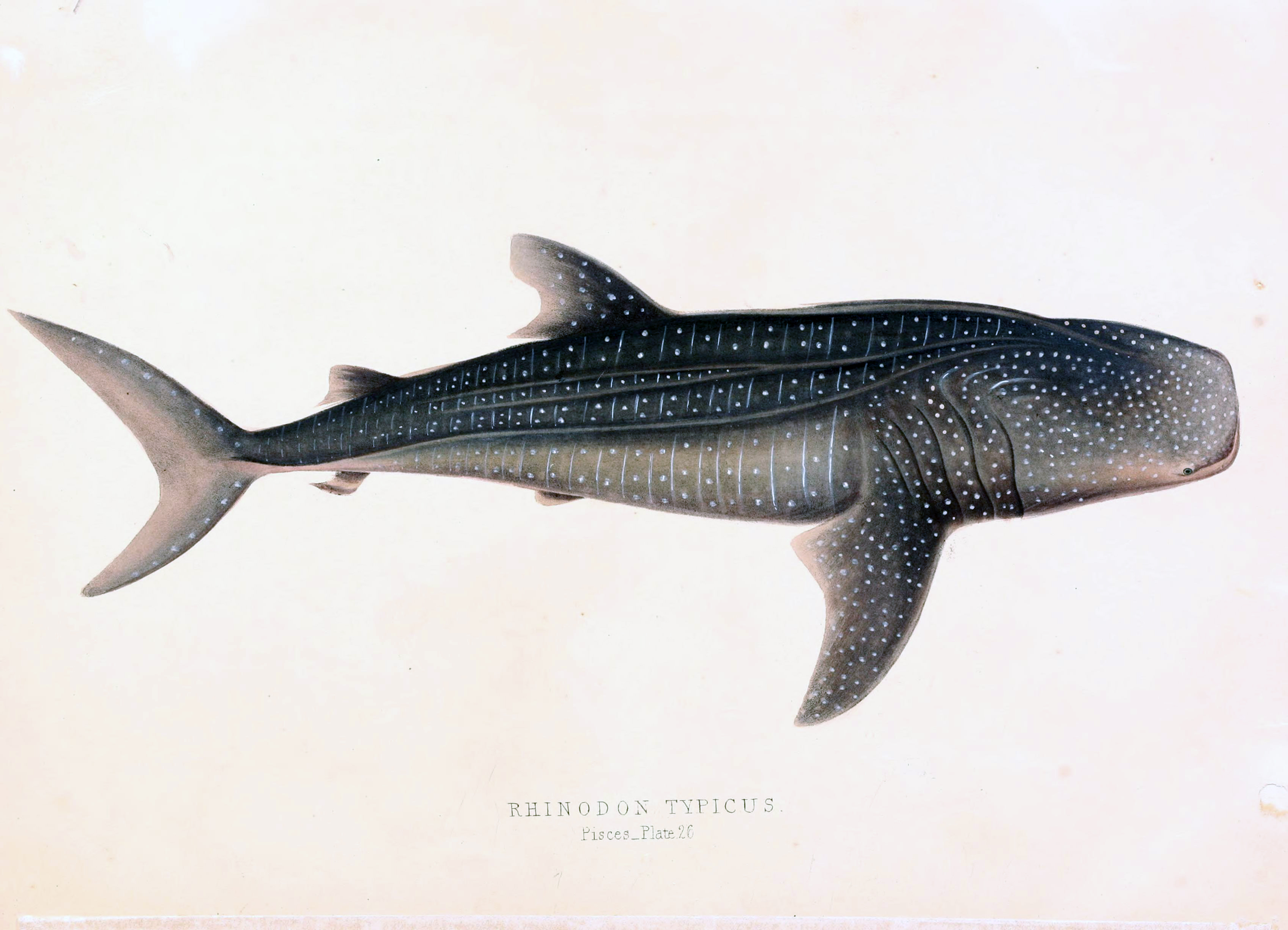
Orectolobiformes
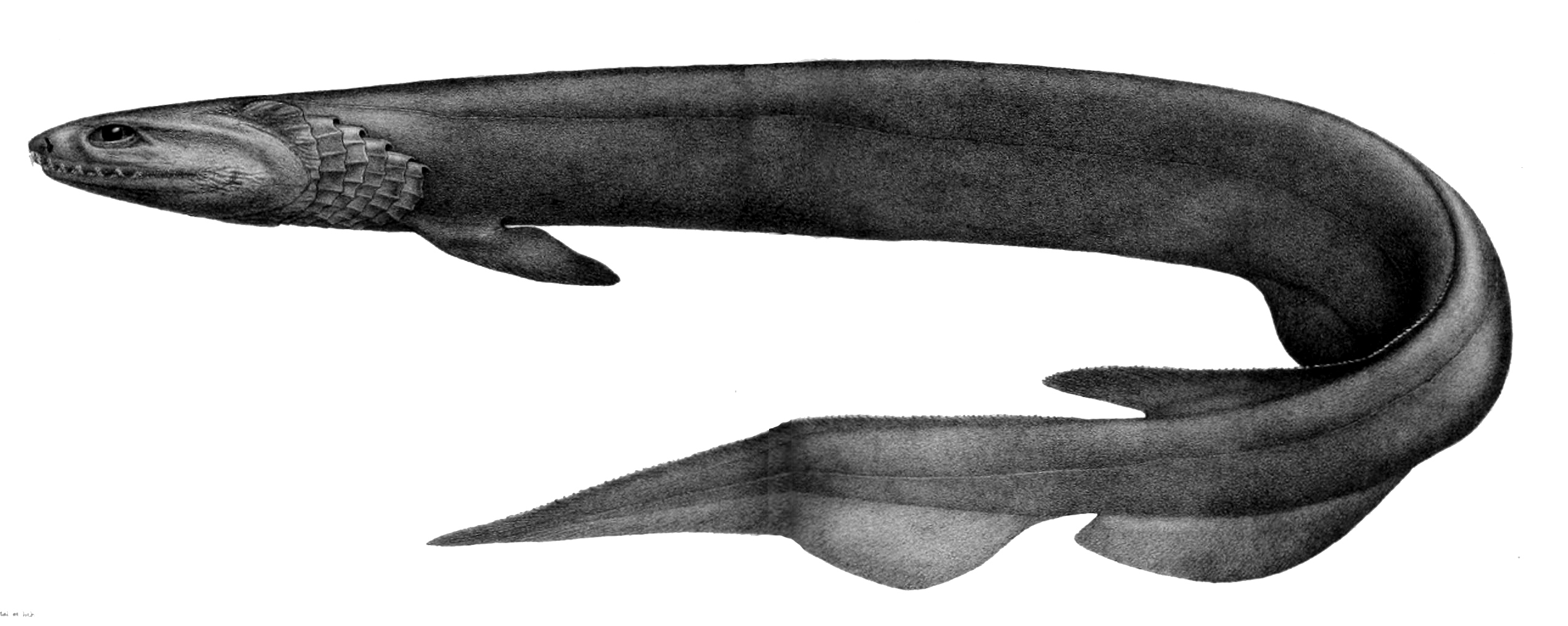
Hexanchiformes
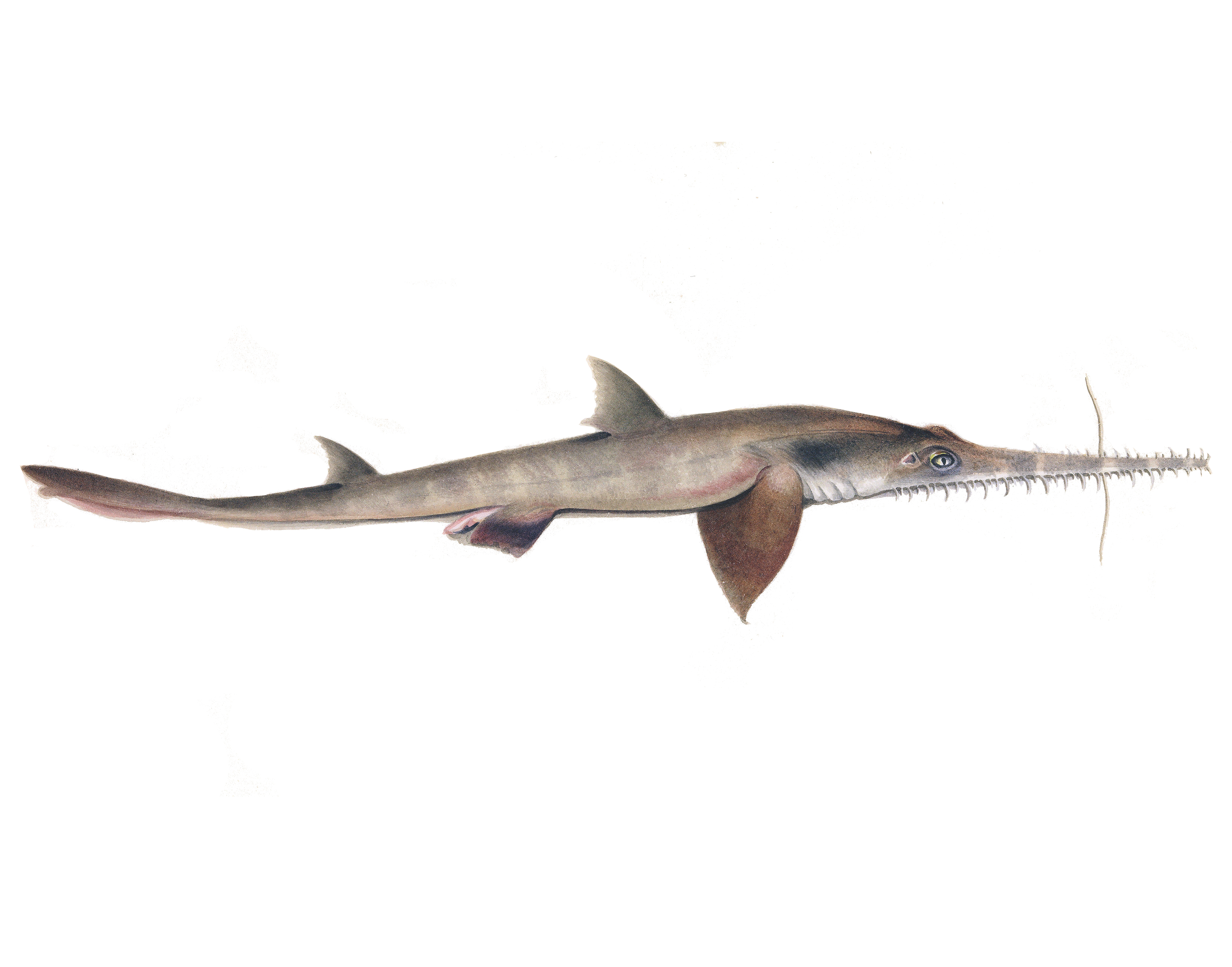
Pristiophoriformes
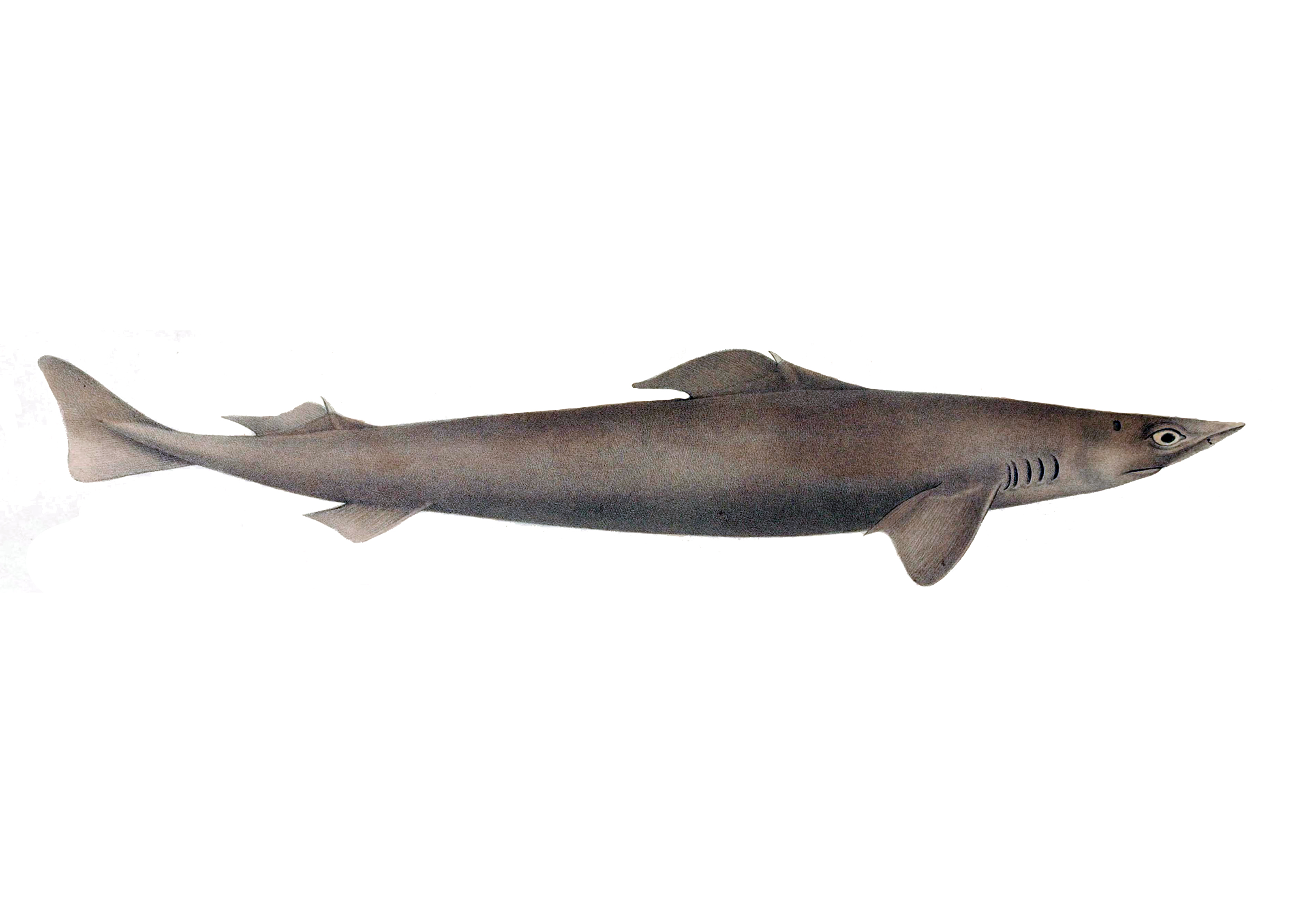
Squaliformes
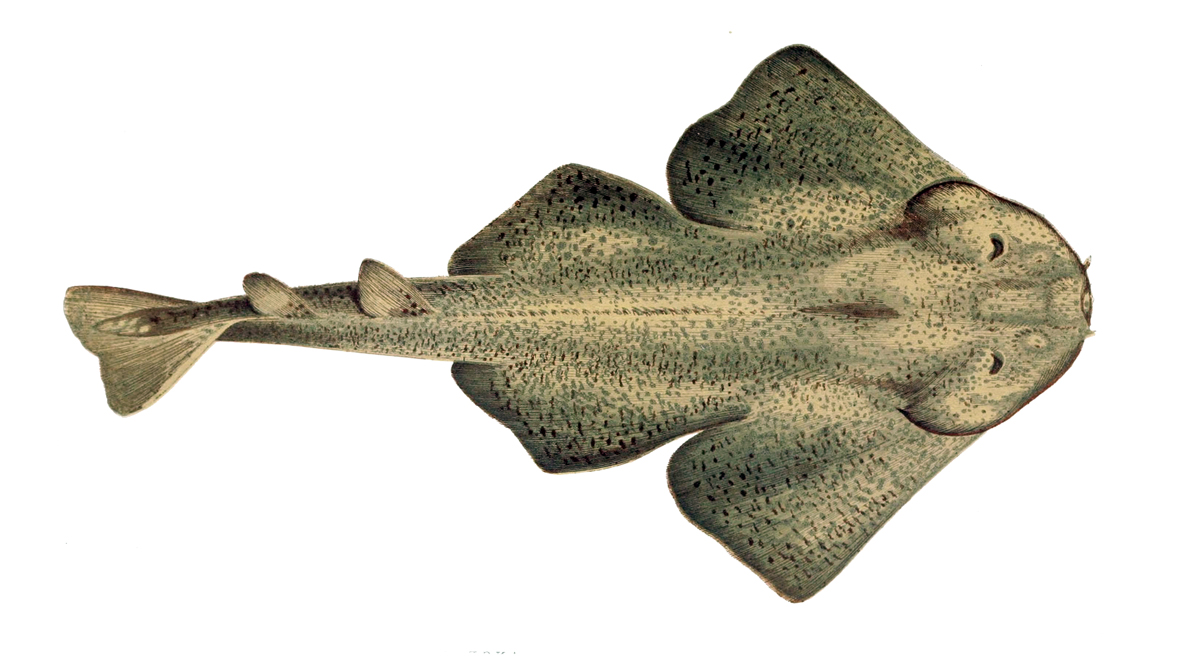
Squatiniformes

| Ordres vivants d'élasmobranches | Ordres vivants d'élasmobranches | Ordres vivants d'élasmobranches | Ordres vivants d'élasmobranches          | Ordres vivants d'élasmobranches | Ordres vivants d'élasmobranches | Ordres vivants d'élasmobranches | Ordres vivants d'élasmobranches | Ordres vivants d'élasmobranches | Ordres vivants d'élasmobranches | Ordres vivants d'élasmobranches | Ordres vivants d'élasmobranches | Ordres vivants d'élasmobranches |
| Groupe                          | Ordre                           | Image                           | Nom commun                               | Autorité                        | Familles                        | Genres                          | Espèces                         | Espèces                         | Espèces                         | Espèces                         | Note                            |                                 |
| Groupe                          | Ordre                           | Image                           | Nom commun                               | Autorité                        | Familles                        | Genres                          | Total                           |                                 |                                 |                                 | Note                            |                                 |
| ------------------------------- | ------------------------------- | ------------------------------- | ---------------------------------------- | ------------------------------- | ------------------------------- | ------------------------------- | ------------------------------- | ------------------------------- | ------------------------------- | ------------------------------- | ------------------------------- | ------------------------------- |
| Requins galéomorphes            | Carcharhiniformes               |                                 | Requin-marteau, roussette, etc.          | Compagno, 1977                  | 8                               | 51                              | >270                            | 7                               | 10                              | 21                              |                                 |                                 |
| Requins galéomorphes            | Heterodontiformes               |                                 | Requin dormeur                           | L. S. Berg, 1940                | 1                               | 1                               | 9                               |                                 |                                 |                                 |                                 |                                 |
| Requins galéomorphes            | Lamniformes                     |                                 | Grand requin blanc, requin pèlerin, etc. | L. S. Berg, 1958                | 7 +2 extinct                    | 10                              | 16                              |                                 |                                 | 10                              |                                 |                                 |
| Requins galéomorphes            | Orectolobiformes                |                                 | Requin-chabot, requin-baleine, etc.      | Applegate, 1972                 | 7                               | 13                              | 43                              |                                 |                                 | 7                               |                                 |                                 |
| Requins squalimorphes           | Hexanchiformes                  |                                 | Requin-lézard, etc.                      | de Buen, 1926                   | 2 +3 extinct                    | 4 +11 extinct                   | 6 +33 extinct                   |                                 |                                 |                                 |                                 |                                 |
| Requins squalimorphes           | Pristiophoriformes              |                                 | Requins-scies                            | L. S. Berg, 1958                | 1                               | 2                               | 6                               |                                 |                                 |                                 |                                 |                                 |
| Requins squalimorphes           | Squaliformes                    |                                 | Squale noir, aiguillat, etc.             |                                 | 1                               | 2                               | 29                              | 1                               |                                 | 6                               |                                 |                                 |
| Requins squalimorphes           | Squatiniformes                  |                                 | Anges de mer                             | Buen, 1926                      | 1                               | 1                               | 23                              | 3                               | 4                               | 5                               |                                 |                                 |
| Raies                           | Myliobatiformes                 |                                 | Raie pastenague, raie manta, etc.        | Compagno, 1973                  | 10                              | 29                              | 223                             | 1                               | 16                              | 33                              |                                 |                                 |
| Raies                           | Pristiformes                    |                                 | Poissons-scies                           |                                 | 1                               | 2                               | 5-7                             | 5-7                             |                                 |                                 |                                 |                                 |
| Raies                           | Rajiformes                      |                                 | Raies et raies-guitares                  | L. S. Berg, 1940                | 5                               | 36                              | >270                            | 4                               | 12                              | 26                              |                                 |                                 |
| Raies                           | Torpediniformes                 |                                 | Raies électriques                        | de Buen, 1926                   | 2                               | 12                              | 69                              | 2                               |                                 | 9                               |                                 |                                 |